# Leptodontium brachyphyllum
Leptodontium brachyphyllum là một loài rêu trong họ Pottiaceae. Loài này được Broth. & Thér. mô tả khoa học đầu tiên năm 1905.